# Angela Medved
Angela Medved, slovenska slikarka parapleginja, * 27. maj 1932, Spodnja Jablanica, † 3. april 2017.
Angela Medved se je rodila kot četrti otrok v enajstčlanski družini. Od rojstva ni čutila rok in jih tudi ni mogla uporabljati. Z nogami je pisala, pletla, šivala. Čeprav že nekoliko v letih je začela tudi slikati. Ta izziv jo je pripeljal na novo pot in postala je štipendistka VDMFK.
Živela in ustvarjala je v  Hotinji vasi pri Mariboru. Značilnost njenega slikarstva je bila njena sposobnost natančnega opazovanja. Vrh v svojih slikarskih prizadevanjih je dosegla v slikanju ptičev.